# Корпус лесничих
Ко́рпус лесни́чих — специальное формирование (корпус), сначала Вооружённых сил Российской Империи, затем, с 1869 года, в составе Лесного департамента Министерства государственных имуществ.

## История
В России, имперского периода, указом Петра I в 1722 году была введена лесная стража, в казённых и корабельных лесах выполнявшая функции, аналогичные функциям современных лесников. Её состав был, в основном, сформирован из «служилых людей» — упразднённой засечной стражи, в обязанности которых входила и охрана засечных лесов, ставших позже заповедными.
Для руководства лесной стражей были организованы должности вальдмейстера (лесничего) и унтер-вальдмейстера (подлесничего).
В 1798 году Всероссийский император Павел учредил в губернских лесных управлениях должности обер-форстмейстеров, форстмейстеров, форстмейстерских учеников, форстеров и унтер-форстеров. В 1826 году вышло положение «О новом устройстве лесной части», согласно которому эти должности были переименованы, соответственно, в губернских лесничих, учёных и окружных лесничих, помощников окружных лесничих, младших лесничих и подлесничих.
Корпус лесничих сформирован 30 января 1839 года. При сформировании получил военное устройство. Состоял в двойном подчинении, в военном отношении считаясь армейской структурой, в гражданской части входя в состав Лесного департамента.
Командир корпуса (генерал) именовался инспектор Корпуса лесничих. В его непосредственном подчинении были губернские лесные управления и лесные военно-учебные заведения (егерские школы). Во главе губернского лесного управления стоял губернский лесничий (в чине от майора до полковника). Был уравнён в правах с командиром армейского пехотного полка. В его подчинение входили окружные лесничие. Окружной лесничий (в чине от штабс-капитана до майора), в подчинении которого была лесная стража округа, имел права батальонного командира.
Так как Корпус считался армейской частью, все чины корпуса имели штатное стрелковое вооружение
В 1846 году была образована вооруженная военно-лесная стража при казенных лесах.
2 августа 1867 года был издан проект временных правил о преобразовании из военного в гражданское устройство Корпусов: Путей сообщения, Лесного и Межевого. Согласно положениям проекта военные чины корпуса в период 1867—1869 гг. получили гражданские чины, по нормам действовавшей Табели о рангах.
В 1869 г., с введением в действие Свода военных постановлений 1869 года корпус перестал считаться армейской военной частью и полностью подчинен Лесному департаменту Министерства государственных имуществ.

### Штат Корпуса лесничих
В составе корпуса 30 января 1839 года было положено иметь:
- генералов — 4
- полковников −12
- майоров — 41
- капитанов — 69
- штабс-капитанов-99
- поручиков — 113
- подпоручиков — 145
- прапорщиков — 210
- число унтер-офицеров (объездчиков) лесной стражи устанавливалось для каждой губернии местным начальством
- число пеших стрелков с помощниками[7] лесной стражи устанавливалось для каждой губернии местным начальством.

Комплектование офицерским составом осуществлялось из числа выпускников Лесного и межевого института. Комплектование иных чинов осуществлялось из егерских школ, в том числе и Лисинской, а пеших стрелков лесной стражи и их помощников осуществлялось на существовавших армейских рекрутских положениях.

### Состав Корпуса лесничих на момент формирования
Корпус в строевом отношении разделялся на две части:
1. чины губернских лесных управлений (учреждались в 55-ти губерниях) и лесные военно-учебные заведения — Лесной и межевой институт и Лесная Образцовая рота с учебным лесничеством;
2. Постоянная лесная стража (уже имелась на 1839 г. в 55-ти губерниях).

## Назначение Корпуса лесничих
Назначение Корпуса лесничих определялось положениями действовавшего Устава Лесного.

## Форма одеждычинов Корпуса лесничих
При формировании Корпуса в 1839 году, чинам Корпуса лесничих был положен мундир особого образца. В период с 1904 года по 1917 год классные чины корпуса лесничих носили кортик.

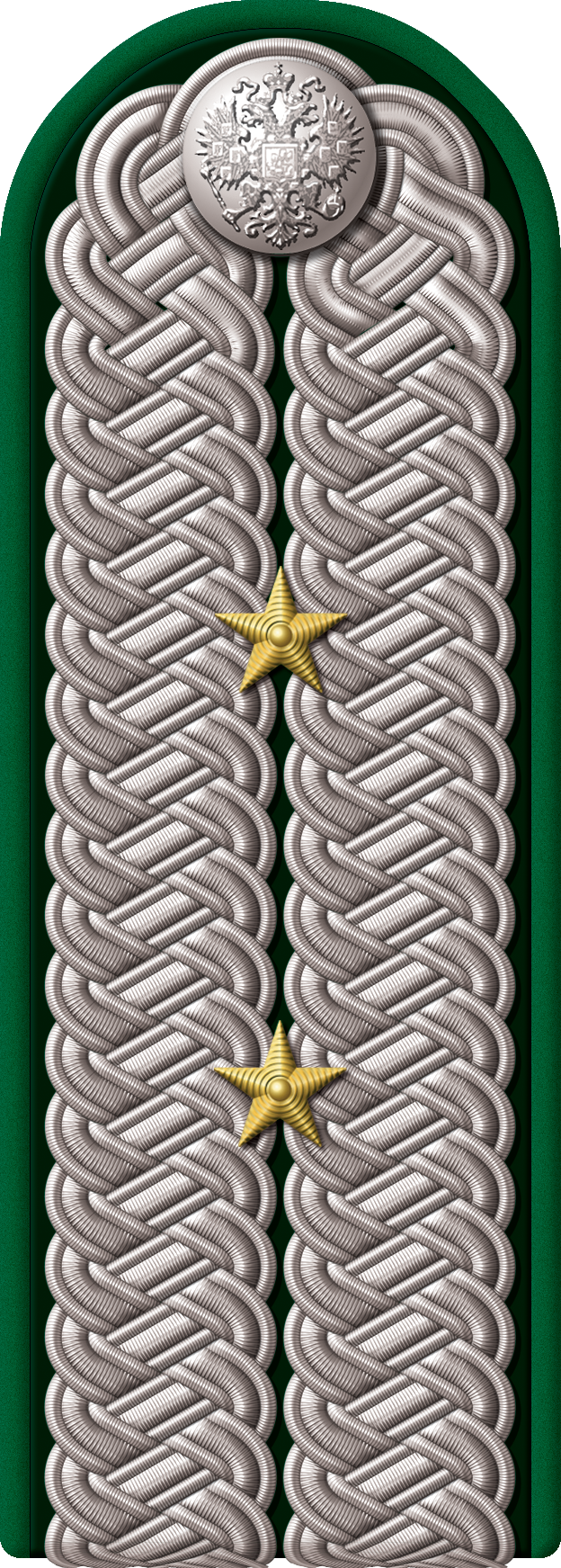
Губернский секретарь Корпуса лесничих Лесного департамента Министерства государственных имуществ Российской империи (1898–1904 гг.)
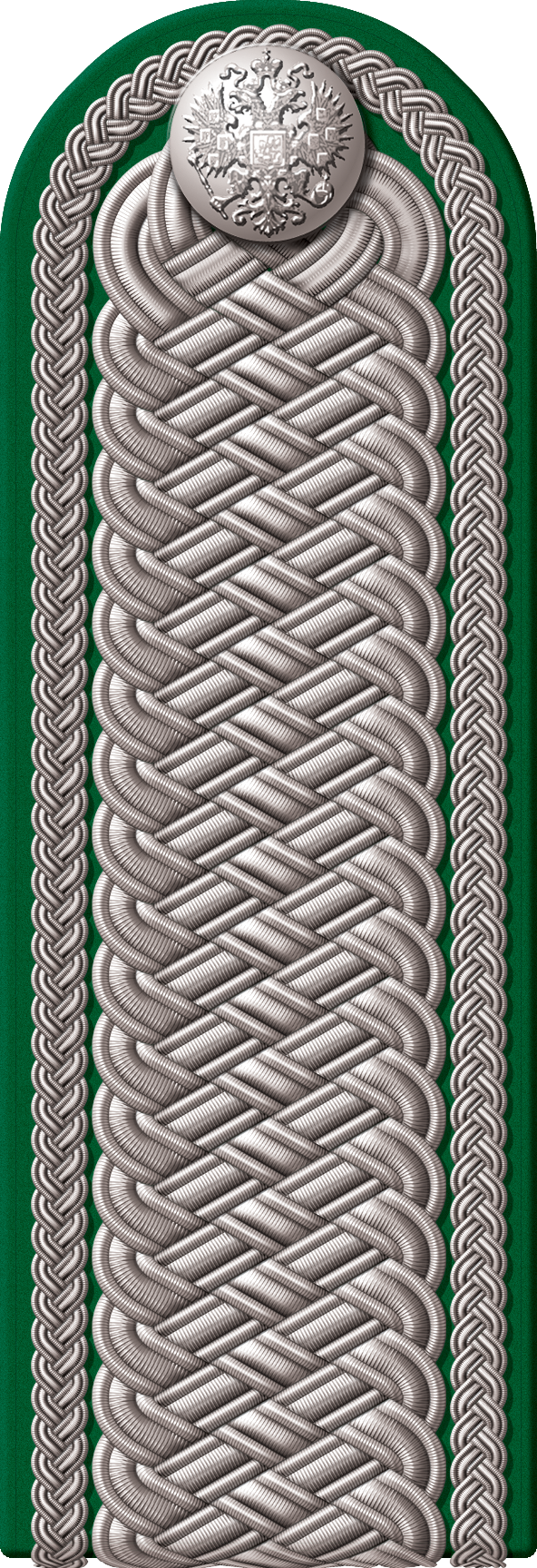
Коллежский советник Корпуса лесничих, 1876—1885 гг.

## Инспекторы Корпуса лесничих
- Семёнов, Виктор Семёнович
- Никитин, Фёдор Платонович (на 1900 год)
- Кублицкий-Пиоттух, Адам Феликсович (на 1913 год)